# 信州味噌

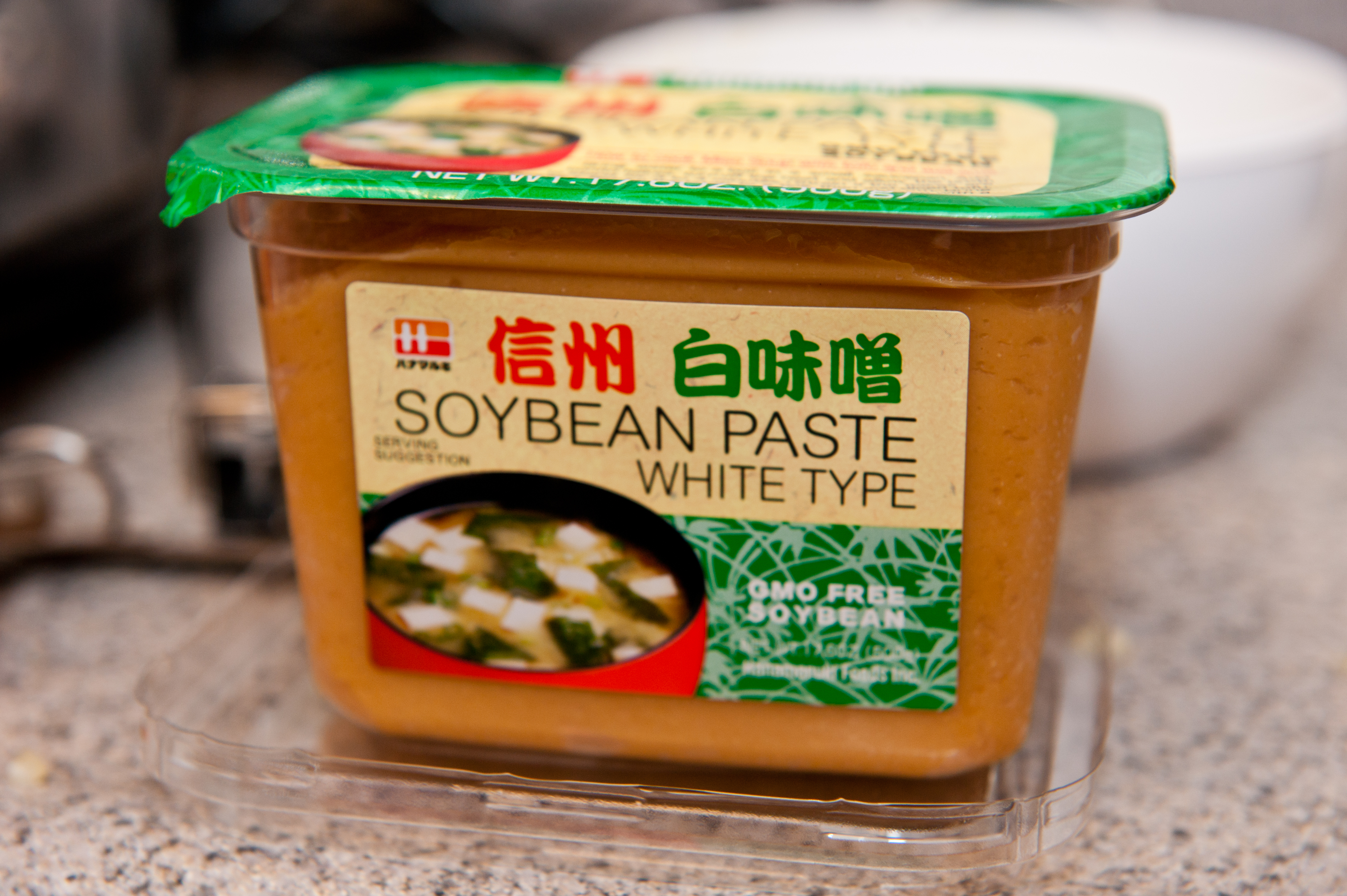
市販されている信州味噌

信州味噌（しんしゅうみそ）は、長野県（信州）を中心に生産されている、米麹と大豆でつくる味噌（米味噌）で、淡色で辛口を特徴とする。

## 概要

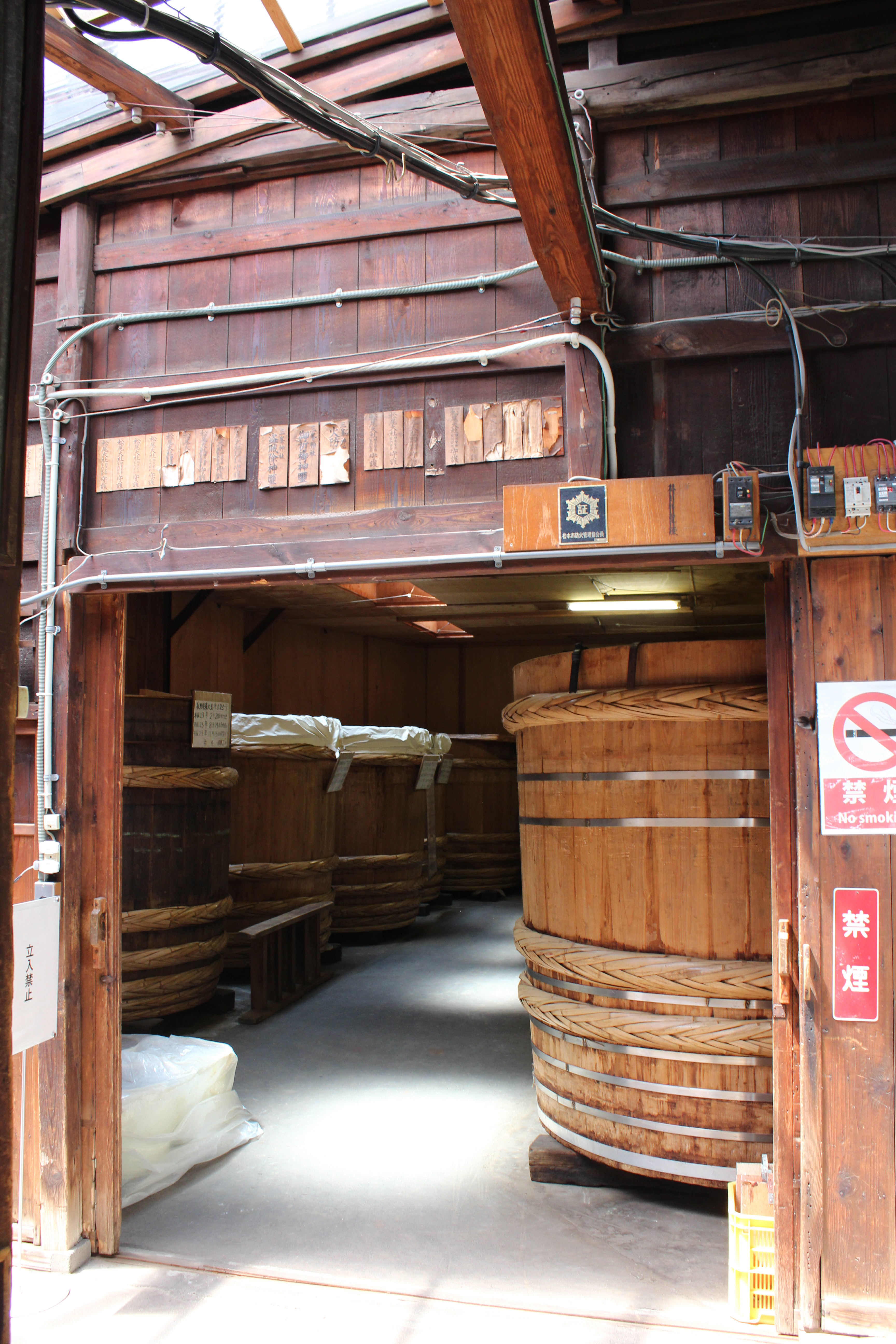
石井味噌（松本市）味噌蔵

中世以来信濃国においては、鎌倉時代より心地覚心の創建した安養寺(佐久市)を発祥の地として、味噌造りが盛んにおこなわれていた。さらに明治年間に諏訪湖周辺で製糸業が盛んになると、女工などの多くの従業員が働く工場の賄いとして味噌が大量生産され始めた。こうした製造ノウハウは、1923年の関東大震災に乗じて首都圏の味噌市場を信州味噌が席巻する契機の一つとなった。
明治時代末期に日本陸軍糧秣廠に勤めていた河村五郎（日出味噌創業者）が醸造時間を大幅に短縮する味噌速醸法を考案した際、特許が開放された仙台味噌の醸造法とセットで全国に普及したが、1944年にマルマンがさらなる速醸法（中田式速醸法）を開発し、それを信州味噌の製造法とともに関東地方に普及したことでシェアを伸ばした。戦後は日本で生産・消費されている味噌の約4割が、信州味噌となっている。
大手の味噌製造会社の本社・工場が長野県に集中している。中小企業も多く、業界団体として県下各地に協同組合を組織している。その上部組織として、長野県味噌工業協同組合、及び長野県味噌工業協同組合連合会がある。「信州味噌」の名称は長野県味噌工業協同組合所有の団体商標である。

## 主な製造会社
- タケヤみそ（諏訪市）
- ハナマルキ（伊那市）
- マルコメみそ（長野市）
- 神州一味噌（旧社名：宮坂醸造・本社は東京都渋谷区、創業は諏訪市）
- ヤマタカみそ（茅野市）
- 丸正醸造（松本市）
- 松亀味噌（岡谷市）
- 喜多屋醸造店（岡谷市）
- 石井味噌（松本市）
- ヤマニ醤油店（塩尻市）
- ひかり味噌（諏訪郡下諏訪町）
- 糀屋本藤醸造舗（須坂市）
- 塩屋醸造（須坂市）
- 千日みそ（須坂市）
- 土屋味噌醤油醸造場（須坂市）
- 中村醸造場（須坂市）
- 富士屋醸造（小諸市）
- 山吹味噌（小諸市）
- (資)和泉屋商店（佐久市）
- マルマン（飯田市）

### 信州の味噌醸造
大手味噌メーカーの約4割が、信州味噌の長野県を発祥としている。
| 創業年 | 設立年 | 会社                       | 本社         | 備考         |  |
| ------ | ------ | -------------------------- | ------------ | ------------ |  |
| 1662年 | 1933年 | 宮坂醸造（現：神州一味噌） | 長野県諏訪市 | 神州一味噌   |  |
| 1854年 | 1948年 | マルコメ                   | 長野県長野市 | 青木味噌醤油 |  |
| 1872年 |        | 竹屋                       | 長野県諏訪市 |              |  |
| 1888年 | 1951年 | マルマン                   | 長野県飯田市 |              |  |
| 1918年 |        | ハナマルキ                 | 長野県伊那市 | 花岡金春商店 |  |